# Ronald Niel Stuart
Ronald Niel Stuart (26 de agosto de 1886 - 8 de febrero de 1954) fue un comodoro de la Marina mercante británica y capitán de la Marina Real Británica que fue muy elogiado tras un amplio y distinguido servicio en el mar durante un período de más de treinta y cinco años. Durante la Primera Guerra Mundial el recibió la Cruz Victoria, el Orden de Servicios Distinguidos, el Croix de Guerre avec Palmes francés y el Cruz de la Armada de Estados Unidos por una serie de operaciones audaces que dirigió al servicio de la Royal Navy durante la Primera Batalla del Atlántico.
La Cruz de Victoria de Stuart fue otorgada tras una votación por los hombres bajo su mando. Este extraño método de selección fue usado después de que el bordo de Almirantazgo era incapaz de delegar qué miembros del equipo merecían el honor después de un compromiso desesperado entre un Q-barco y un submarino alemán de la costa irlandesa. 
Su carrera incluyó más tarde el mando de la línea RMS Empress de Gran Bretaña y la gestión de la oficina de Londres de una importante empresa de transporte marítimo transatlántico. Seguido de su retiro en 1951, Stuart se mudó a la casa de su hermana en Kent y murió tres años después.